# Andreas Buske
Andreas Buske (* 8. Februar 1955) ist ein deutscher Jurist. Zuletzt Vorsitzender Richter am Hanseatischen Oberlandesgericht in Hamburg, trat er zum 1. Dezember 2020 in den Ruhestand.

## Leben
Andreas Buske war seit Dezember 2011 Vorsitzender Richter am 7. Zivilsenat des Hanseatischen Oberlandesgerichts Hamburg. Zuvor war er Vorsitzender Richter einer für Pressesachen zuständigen Zivilkammer des Landgerichts Hamburg.
Die von Buske geleiteten Spruchkörper sind insbesondere bekannt für Urteile zur Zulässigkeit von Äußerungen in der Medienberichterstattung. Bekannt geworden ist u. a. eine Entscheidung über die Behauptung, Gerhard Schröder färbe oder töne sich die Haare. 2006 verbot das Landgericht Hamburg unter Buskes Vorsitz Teile eines Films über Contergan. In der Causa Böhmermann beurteilte das Hanseatische Oberlandesgericht 2018 unter Buskes Vorsitz Aussagen aus dem zur Debatte stehenden Gedicht als unzulässig.